# Grupa Filmowa Darwin

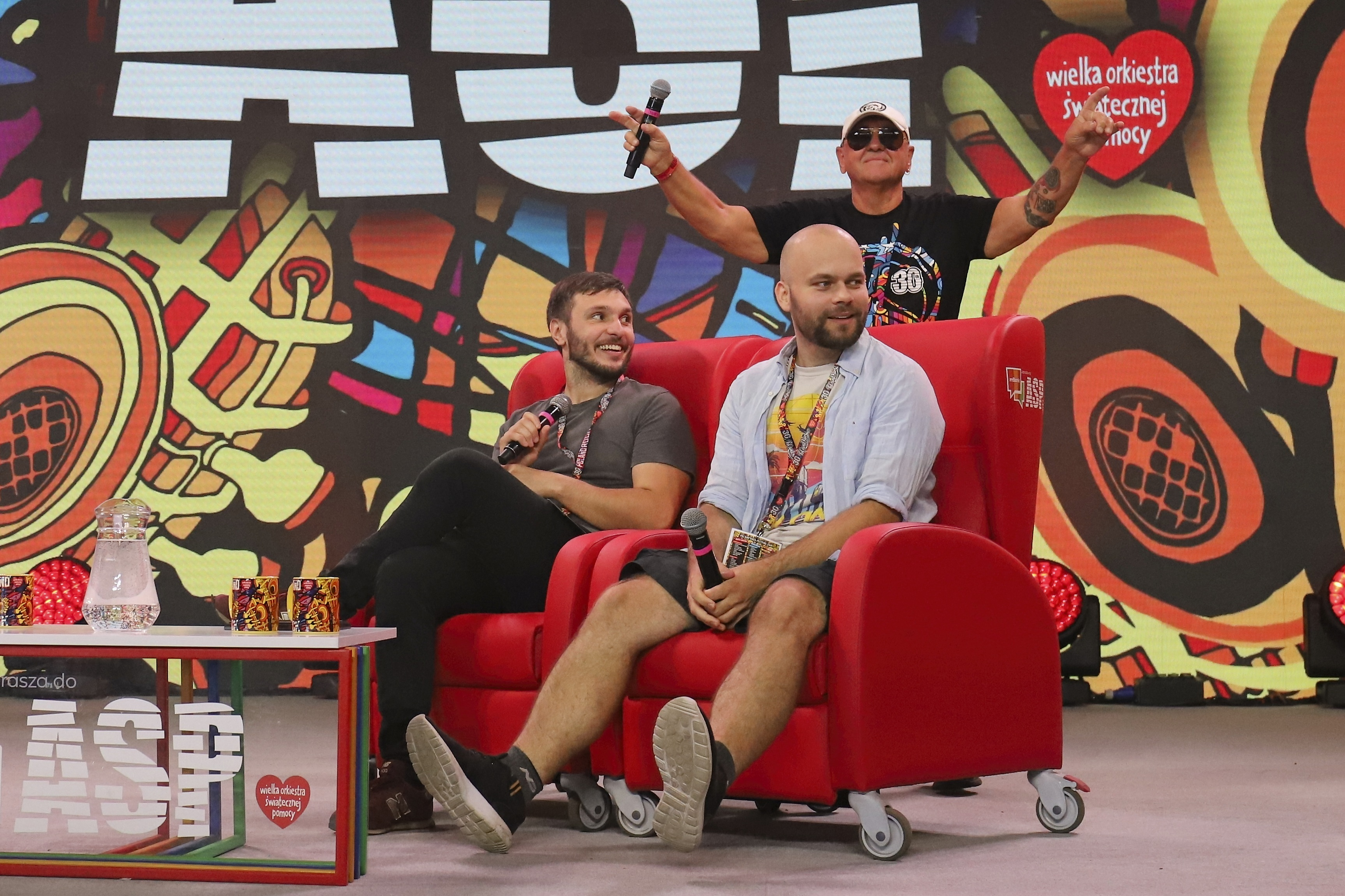
Marek Hucz i Jan Jurkowski z Jerzym Owsiakiem podczas Pol’and’Rock Festival w 2024

Grupa Filmowa Darwin, G. F. Darwin – polski kanał na platformie Youtube, założony przez Jana Jurkowskiego i Marka Hucza 1 lipca 2012 roku, który skupia się na tworzeniu krótkometrażowych filmów komediowych. Ich główny kanał posiada 939 tysięcy subskrypcji i 195 milionów wyświetleń (stan na 19 Września 2024).
Operatorem grupy jest Karol Pupiec.

## Historia
Grupa filmowa Darwin została oficjalnie założona 1 lipca 2012 roku przez Jana Jurkowskiego i Marka Hucza — absolwentów Państwowej Wyższej Szkoły Teatralnej w Krakowie. Pierwszy film na kanale miał tytuł: „Mistrz Motyl – ZWIASTUN” i pojawił się na kanale „Grupa Filmowa Darwin” 25 października tego samego roku. Nagrania do filmu trwały około półtora miesiąca, a operatorami byli: Tomasz Bulenda, Bartosz Opolski i Piotr Iwanowicz.
Następnie powstała podzielona na dwa sezony 25-odcinkowa seria „Wielkie Pytania Polskie", a także „Videoblogi Ludwika". Powstały wtedy również cztery odcinki „Zaginione poematy Juliusza Słowackiego". Potem na przełomie 2013 i 2014 nastąpiła przerwa od publikacji filmów na kanale, która miała związek z zakończeniem studiów Jurkowskiego i Hucza.
Grupa zyskała większą rozpoznawalność poprzez wydawaną co tydzień serię: „Wielkie Konflikty", której pierwszy odcinek miał premierę 21 września 2014. Seria Wielkie Konflikty skupia się na konfliktach między różnymi postaciami z m.in. biblii (np. Judasz kontra Szatan), literatury (np. Balladyna kontra Alina), czy historii (np. Słowacki kontra Mickiewicz).
Po premierze Wielkich Konfliktów grupa utworzyła nowy kanał „G. F. Darwin", a nazwa starego kanału została zmieniona na „Archiwum Darwina".
24 lipca 2015 odbyła się premiera piosenki "Orki z Majorki", przeróbka singla Michaela Jacksona „Will you be there", która stała się viralem. Na YouTube piosenka ma ponad 16 mln wyświetleń (stan na 19 Września 2024 roku).
Grupa Filmowa Darwin zarejestrowała swoją działalność 10 października 2016 roku. 8 listopada 2016 roku na Playerze odbyła się premiera 8-odcinkowej serii „Wielkie teorie Darwina". W ciągu miesiąca seria ta zdobyła milion odtworzeń. W 2018 roku Jan Jurkowski i Marek Hucz otrzymali nagrodę Grand Video Awards w kategorii Rozrywka za film „Gwiezdny Szeryf”.
Nazwa kanału nawiązuje do Charlesa Darwina i jego teorii ewolucji, co symbolizować miało zmianę i rozwój.
W produkcjach grupy pojawili się aktorzy tacy jak: Marcin Dorociński, Magdalena Różczka, Tomasz Kot, Tomasz Schuchardt, Barbara Kurdej-Szatan, Edyta Olszówka, Jacek Braciak, czy Zbigniew Zamachowski.